# Blerim
Blerim è una frazione del comune di Fushë Arrëz in Albania (prefettura di Scutari).
Fino alla riforma amministrativa del 2015 era comune autonomo, dopo la riforma è stato accorpato, insieme agli ex-comuni di Fierzë, Iballë e Qafë Mali a costituire la municipalità di Fushë Arrëz.

## Località
Il comune era formato dall'insieme delle seguenti località:
- Flet
- Xath
- Kulumri
- Truen
- Blerim
- Dardhe
- Qebi